# La ciudad de la alegría (película)
La ciudad de la alegría es una película de 1992 basada en la novela homónima de Dominique Lapierre. Es una coproducción entre los Estados Unidos, el Reino Unido y Francia.

## Argumento
Max (Patrick Swayze), médico estadounidense, sufre una crisis depresiva que lo lleva a abandonar la medicina. Viaja a la India en busca de un significado para su vida; al llegar, es objeto de un atraco a las afueras de un barrio de Calcuta. Hazari Pal (Om Puri), que acaba de llegar a la ciudad con toda su familia en busca de trabajo, lo recoge y lo lleva al Dispensario de la Ciudad de la Alegría. Al frente del dispensario está Joan Bethel (Pauline Collins), mujer de mediana edad que lucha por ayudar a los más pobres de Calcuta. Joan le pide ayuda médica a Max, quien en un principio se niega, pero ante tanto dolor accede a colaborar con el dispensario.
Paralelamente, Hazari, que había recogido a Max, necesita un trabajo para mantener a su familia, pero encuentra problemas con la mafia local.
Esta película nos muestra los grandes cambios que hay entre las culturas, tanto económica como social y la forma de actuar [cita requerida].